# Адміністративний устрій Болградського району (до 2020 року)
Адміністративний устрій Болградського району — адміністративно-територіальний поділ Болградського району Одеської області на 1 міську та 18 сільських рад, які об'єднують 22 населені пункти та підпорядковані Болградській районній раді. Адміністративний центр — місто Болград.

## Список радБолградського району
| №  | Назва                         | Центр            | Населені пункти               | Площа км² | Місце за площею | Населення (2001), чол. | Місце за населенням | Розташування |
| -- | ----------------------------- | ---------------- | ----------------------------- | --------- | --------------- | ---------------------- | ------------------- | ------------ |
| 1  | Болградська міська рада       | м. Болград       | м. Болград                    |           |                 |                        |                     |              |
| 2  | Баннівська сільська рада      | с. Баннівка      | с. Баннівка                   |           |                 |                        |                     |              |
| 3  | Василівська сільська рада     | с. Василівка     | с. Василівка                  |           |                 |                        |                     |              |
| 4  | Виноградівська сільська рада  | c. Виноградівка  | c. Виноградівка               |           |                 |                        |                     |              |
| 5  | Виноградненська сільська рада | c. Виноградне    | c. Виноградне                 |           |                 |                        |                     |              |
| 6  | Владиченська сільська рада    | c. Владичень     | c. Владичень                  |           |                 |                        |                     |              |
| 7  | Голицька сільська рада        | c. Голиця        | c. Голиця                     |           |                 |                        |                     |              |
| 8  | Городненська сільська рада    | c. Городнє       | c. Городнє                    |           |                 |                        |                     |              |
| 9  | Дмитрівська сільська рада     | c. Дмитрівка     | c. Дмитрівка                  |           |                 |                        |                     |              |
| 10 | Залізничненська сільська рада | c. Залізничне    | c. Залізничне                 |           |                 |                        |                     |              |
| 11 | Калчівська сільська рада      | c. Калчева       | c. Калчева                    |           |                 |                        |                     |              |
| 12 | Каракуртська сільська рада    | c. Каракурт      | c. Каракурт с. Новий Каракурт |           |                 |                        |                     |              |
| 13 | Криничненська сільська рада   | c. Криничне      | c. Криничне с. Коса           |           |                 |                        |                     |              |
| 14 | Кубейська сільська рада       | c. Кубей         | с. Кубей                      |           |                 |                        |                     |              |
| 15 | Новотроянівська сільська рада | c. Нові Трояни   | c. Нові Трояни                |           |                 |                        |                     |              |
| 16 | Оксамитненська сільська рада  | c. Оксамитне     | c. Оксамитне с. Тополине      |           |                 |                        |                     |              |
| 17 | Олександрівська сільська рада | c. Олександрівка | c. Олександрівка              |           |                 |                        |                     |              |
| 18 | Оріхівська сільська рада      | c. Оріхівка      | c. Оріхівка                   |           |                 |                        |                     |              |
| 19 | Табаківська сільська рада     | c. Табаки        | c. Табаки                     |           |                 |                        |                     |              |

* Примітки: м. — місто, с-ще — селище, смт — селище міського типу, с. — село